# Clube Desportivo de Cerveira
O Clube Desportivo de Cerveira é um clube de futebol profissional português, com sede na Vila Nova de Cerveira, distrito de Viana do Castelo. O clube foi fundado no dia 1 de julho de 1972. Sua última aparição em um campeonato nacional foi no Campeonato Nacional de Seniores de 2014–15.
David Cruz é o atual treinador da equipa.

## Futebol

### Palmarés
- AF Viana do Castelo 1ª Divisão: 1982/83, 2013/14
- AF Viana do Castelo Divisão de Honra: 2001/02, 2010/11
- AF Viana do Castelo 2ª Divisão: 1995/1996
- AF Viana do Castelo Taça: 2009/10, 2012/13
- AF Viana do Castelo Taça de Honra Ramiro Marques: 2010/11, 2012/13
- AF Viana do Castelo Supertaça: 2010/11, 2013/2014

Nota: Os títulos da 1ª Divisão e Divisão de Honra da AFVC, correspondem ao escalão máximo do futebol distrital das respectivas épocas.

### Classificações
| Temporada | Div | Liga                                      | Pos                 | Pts    | J  | V  | E | D  | G.M. | G.S. | Diff. |
| 1990-1991 | 5   | I Divisão da AF Viana do Castelo          | 9                   | .      | .  | .  | . | .  | .    | .    | .     |
| 1991-1992 | 5   | I Divisão da AF Viana do Castelo          | 11                  | .      | .  | .  | . | .  | .    | .    | .     |
| 1992-1993 | 5   | I Divisão da AF Viana do Castelo          | 13                  | .      | .  | .  | . | .  | .    | .    | .     |
| 1993-1994 | 5   | I Divisão da AF Viana do Castelo          | 6                   | .      | .  | .  | . | .  | .    | .    | .     |
| 1994-1995 | 5   | I Divisão da AF Viana do Castelo          | 15                  | .      | .  | .  | . | .  | .    | .    | .     |
| 1995-1996 | 6   | II Divisão da AF Viana do Castelo         | 1                   | .      | .  | .  | . | .  | .    | .    | .     |
| 1996-1997 | 5   | Honra da AF Viana do Castelo              | 8                   | .      | .  | .  | . | .  | .    | .    | .     |
| 1997-1998 | 5   | Honra da AF Viana do Castelo              | 7                   | .      | .  | .  | . | .  | .    | .    | .     |
| 1998-1999 | 5   | Honra da AF Viana do Castelo              | 2                   | .      | .  | .  | . | .  | .    | .    | .     |
| 1999-2000 | 5   | Honra da AF Viana do Castelo              | 4                   | .      | .  | .  | . | .  | .    | .    | .     |
| 2000-2001 | 5   | Honra da AF Viana do Castelo              | 2                   | .      | .  | .  | . | .  | .    | .    | .     |
| 2001-2002 | 5   | Honra da AF Viana do Castelo              | 1                   | .      | .  | .  | . | .  | .    | .    | .     |
| 2002-2003 | 4   | III Divisão - Série A                     | 14                  | 38 pts | 34 | 11 | 5 | 18 | 45   | 58   | -13   |
| 2003-2004 | 4   | III Divisão - Série A                     | 13                  | .      | .  | .  | . | .  | .    | .    | .     |
| 2004-2005 | 4   | III Divisão - Série A                     | 11                  | .      | .  | .  | . | .  | .    | .    | .     |
| 2005-2006 | 4   | III Divisão - Série A                     | 10                  | .      | .  | .  | . | .  | .    | .    | .     |
| 2006-2007 | 4   | III Divisão - Série A                     | 13                  | .      | .  | .  | . | .  | .    | .    | .     |
| 2007-2008 | 5   | Honra da AF Viana do Castelo              | 6                   | .      | .  | .  | . | .  | .    | .    | .     |
| 2008-2009 | 5   | Honra da AF Viana do Castelo              | 9                   | .      | .  | .  | . | .  | .    | .    | .     |
| 2009-2010 | 5   | Honra da AF Viana do Castelo              | 5                   | .      | .  | .  | . | .  | .    | .    | .     |
| 2010-2011 | 5   | Honra da AF Viana do Castelo              | 1                   | .      | .  | .  | . | .  | .    | .    | .     |
| 2011-2012 | 4   | III Divisão - Série A                     | 12/5                | .      | .  | .  | . | .  | .    | .    | .     |
| 2012-2013 |     | Honra da AF Viana do Castelo              | 3                   | .      | .  | .  | . | .  | .    | .    | .     |
| 2013-2014 | 4   | I Divisão da AF Viana do Castelo          | 1                   | .      | .  | .  | . | .  | .    | .    | .     |
| 2014-2015 | 3   | Campeonato Nacional de Seniores - Série A | Descida por playoff | .      | .  | .  | . | .  | .    | .    | .     |

## Estádio
O estádio usado pelo time é o Estádio Municipal Rafael Pedreira, que foi fundado em 1945, possui capacidade para 2 500 pessoas e relva sintética.